# کوه بیاتان
کوه بیاتاندر جنوب شرقی شهرستان ملایر و جنوب کمازان در استان همدان واقع شده‌است.  بلندترین قلهٔ آن  ۲۵۸۰ متر از سطح دریا ارتفاع دارد.